# Банда (фильм, 1977)
«Банда» (фр. Le Gang) — французский кинофильм режиссёра Жака Дере.

## Сюжет
В основу фильма положен одноимённый роман Роже Борниша, служившего в первые послевоенные годы в Бригаде по борьбе с бандитизмом «Сюртэ Насьональ» (Национальной сыскной полиции) и принимавшего участие в расследовании самых громких дел того времени. Роман посвящён охоте полиции на банду Пьеро Чокнутого (настоящее имя Пьер Лутрель).
В фильме, далеко отошедшем от романа, главным героем является не инспектор Борниш, а главарь неуловимой банды, роль которого исполнил Ален Делон.